# Boršičanka z Boršic
Boršičanka z Boršic nebo jen Boršičanka je slovácká kapela dechové hudby. Byla založena v roce 1968 a v jejím vedení se vystřídali kapelníci František Ďurník, Josef Řepa, Cyril Trávníček (v letech 1972 až 1984), Bohuslav Vávra starší, Bohuslav Vávra mladší a Jiří Dohnal. Vystupuje i zahraničí (od roku 1972) a také v rozhlase a televizi.

## Diskografie (výběr)
- Vitajte u nás (1998)